# 国際司法裁判所規程
国際司法裁判所規程（こくさいしほうさいばんしょきてい、The Statute of the International Court of Justice）は、国際司法裁判所の構成、管轄、手続きなどを規定する国際条約。
1945年6月26日にサンフランシスコ会議で採択され、同年10月24日発効。国際連合憲章と不可分であり、全ての国際連合加盟国は本規程の当事国となることが義務づけられている。

## 国連憲章との関係
国際連合憲章の第14章に国際司法裁判所についての規定があり、第93条1で「すべて国際連合加盟国は、当然に、国際司法裁判所の当事国となる。」と規定されている。

## 成立
- 1945年6月26日 - サンフランシスコ会議にて採択
- 1945年10月24日 - 発効

### 日本
- 1954年3月17日 - 国会承認
- 1954年4月2日 - 受諾書寄託・効力発生[1]・公布（条約第2号、「日本国が国際司法裁判所規程の当事国となるための条件に関する文書」も同条約にて公布）
- 1958年9月15日 - 第36条2の規定に基づく国際司法裁判所の強制管轄を承認する宣言を行う（1958年9月15日国連事務総長宛寄託）[2]。